# Myropilla (obwód charkowski)
Myropilla (ukr. Миропілля) – wieś na Ukrainie, w obwodzie charkowskim, w rejonie kupiańskim. W 2001 liczyła 130 mieszkańców, spośród których 129 posługiwało się językiem ukraińskim, a 1 rosyjskim.